# Tephritis conura
Tephritis conura är en tvåvingeart som först beskrevs av Friedrich Hermann Loew 1844.  Tephritis conura ingår i släktet Tephritis och familjen borrflugor. Arten är reproducerande i Sverige. Inga underarter finns listade i Catalogue of Life.